# Хаяси, Фумико
Хаяси Фумико (31 декабря 1903 года, Ямагути, о. Хонсю, — 28 июня 1951 года ) — японская писательница. Много лет скиталась по стране. Литературную известность получила с выходом автобиографического романа в форме дневника «Скитание» (1930), в котором воспроизведены детские и зрелые годы писательницы, её тяга к художественному творчеству. Антивоенные мотивы звучат в творчестве Х. после 1945 (рассказы «Вьюга», 1946, «Прекрасный позвоночник», 1947). За рассказ «Поздняя хризантема» о жизни старой торговки, в 1948 г. получила премию, присуждаемую лучшим писательницам Японии. Самое значительное произведение — «Плывущее облако» (1951) — о скитаниях женщины, которая не находит жизненной опоры в условиях послевоенной Японии.
- Соч.: Хаяси Фумико дзэнсю, т. 1—23, Токио, 1951—53; в рус. пер. — Шесть рассказов, предисл. И. Эренбурга, М., 1960.